# Стратисфера
Стратисфера — верхняя часть земной коры, состоящая из осадочных горных пород. 
Слоистая осадочная оболочка Земли, часть литосферы, изучается в геологических науках и в палеогеографии.

## Описание
Наиболее детально изученные верхние 10—20 км земной коры составляют стратисферу. Её слагают слоистые осадочные образования покрывающие тонким чехлом поверхность Земли. Они в основном состоят из продуктов разрушения магматических горных пород, а также имеют хемогенное и органогенное происхождение. Средняя плотность земного вещества почти в два раза превышает плотность стратисферы..
Осадочная оболочка образует самый верхний твердый слой Земли, сложенный слоистыми неметаморфизованными осадочными и вулканическими горными породами. Этот слой выклинивается в направлении к древним щитам и срединным океаническим хребтам. Этот чехол покрывает 119 миллионов квадратных километров (80 % общей площади) суши. Осадки океанов значительно уступают по своему стратиграфическому охвату породам континентальной части осадочной
оболочки.